# Gouët
Der Gouët (bretonisch: Ar Goued) ist ein Küstenfluss in Frankreich, der im Département Côtes-d’Armor in der Region Bretagne verläuft. Er entspringt im nördlichen Gemeindegebiet von Le Haut-Corlay, entwässert generell in nordöstlicher Richtung und mündet nach rund 47 Kilometern an der Gemeindegrenze von Saint-Brieuc und Plérin in der Baie de Saint-Brieuc in den Ärmelkanal. Im Mündungsabschnitt kann der Fluss bis zum Sportboothafen Port du Légué befahren werden.

## Orte am Fluss
- Saint-Bihy
- Quintin
- Plaine-Haute
- Saint-Julien
- La Méaugon
- Plérin
- Saint-Brieuc

## Sehenswürdigkeiten
- Chaos du Gouët, Felsenmeer aus Granitsteinen bei Plaine-Haute
- Viadukt über den Gouët an der Flussmündung